# ویکتوریای بزرگ
ویکتوریای بزرگ (به انگلیسی: Greater Victoria) همچنین شناخته شده به عنوان منطقه ویکتوریای بزرگ (به انگلیسی: Greater Victoria Region)، در بریتیش کلمبیای کانادا در نوک جنوبی جزیره ونکوور واقع شده است.
معمولاً در تعریف، ویکتوریای بزرگ به عنوان مجموعه سیزده شهر شرق جزیره ونکوور که هر کدام مرکز منطقه (CRD) خود هستند و برخی از مناطق مجاور و جزایر نزدیک شناخته می‌شود. 
منطقه ویکتوریای بزرگ بیشتر فرهنگی است تا یک نهاد سیاسی.

## جمعیت
با توجه به سرشماری سال ۲۰۱۱ کانادا، منطقه ویکتوریای بزرگ ۳۵۹٬۹۹۱ جمعیت دارد.
۱۵ محدوده مسکونی در منطقه و جمعیت آن‌ها عبارتند از:
1. سانیچ ۱۰۹٬۷۵۲
2. ویکتوریا ۸۰٬۰۱۷
3. لانگفورد ۲۹٬۲۲۸
4. اوک بی ۱۸٬۰۱۵
5. اسکوامالت ۱۶٬۲۰۹
6. کال وود ۱۶٬۰۹۳
7. سانیچ مرکزی ۱۵٬۹۳۶
8. سوک ۱۱٬۴۳۵
9. سیدنی ۱۱٬۱۷۸
10. سانیچ شمالی ۱۱٬۰۸۹
11. ویو رویال ۹٬۳۸۱
12. ایندین ریورز ۵٬۴۳۶
13. متچوسین ۴٬۸۰۳
14. منطقه انتخاباتی ژان د فوکا ۴۳۵۱
15. هایلندز ۲٬۱۲۰

## نگارخانه

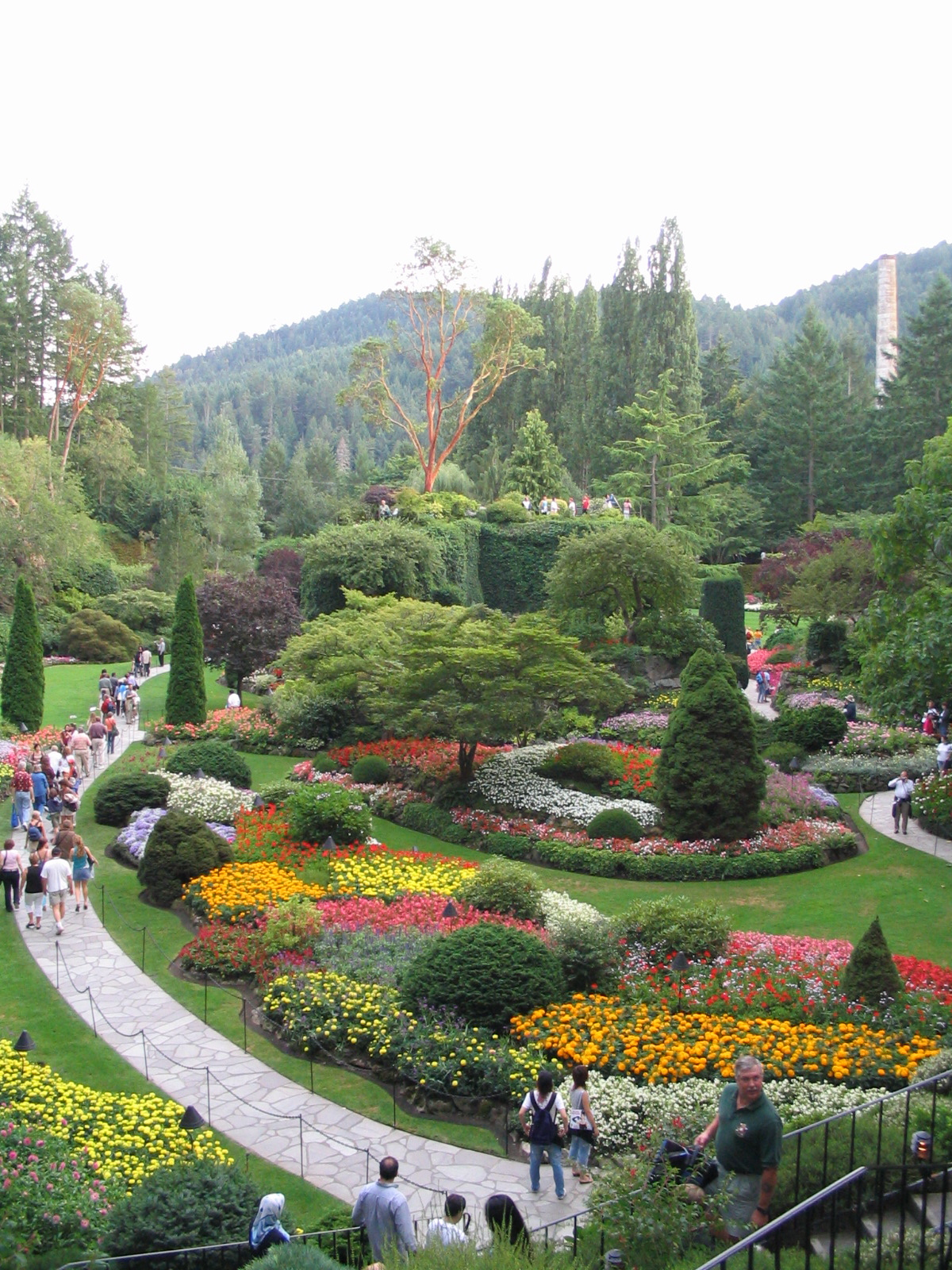
باغ‌های بوچارت در ویکتوریا با شهرت جهانی واقع در سانیچ مرکزی